# Свінянський потік
Свінянський потік (словац. Sviniansky potok) — річка в Словаччині, ліва притока Свіниці, протікає в окрузі Тренчин. 
Довжина приблизно 8.5-8.9 км. Витік знаходиться в масиві Фатрансько-Татранська область (геоморфологічна підодиниця Повазький Іновець); на висоті близько 670 метрів.. Впадає Митицький потік.
Протікає територією сіл Мніхова Легота; Тренч'янське Ястраб'є і Свінна. Впадає у Свіницю на висоті приблизно 240-245 метрів.